# 陳振輝
陳振輝（1955年—2012年1月29日），臺灣雲林人，臺灣政治人物。曾任國民黨籍雲林縣議會議員和雲林縣虎尾鎮鎮長。

## 選舉槍擊事件

### 事由
2009年12月5日，鎮長選舉甫開票結束，陳振輝意外落選。陳遂持槍至對手林文彬競選總部「理論」，混亂中槍枝不慎走火，打中林文彬三姐左腳。事後，陳振輝隨即被帶至警局偵訊，酒測值高達1.35。6日，警方依殺人未遂、傷害、違反槍砲彈藥刀械管制條例等罪嫌將陳振輝移送雲林地檢署偵辦。

### 國民黨反應
國民黨在雲林縣除了在虎尾鎮長選舉落敗，在雲林縣長選舉也慘敗。國民黨雲林縣黨部主委許舒博於8日請辭主委，負起敗選責任，並率黨務主管為陳振輝持槍傷人，向社會大眾鞠躬致歉。國民黨考紀會隨即開除陳振輝的黨籍。

### 判決
2010年3月8日，雲林地方法院依《槍砲彈藥刀械管制條例》等罪判決陳振輝有期徒刑五年六個月、拘役一百日與併科十五萬元罰金。

## 前科
陳振輝曾於1985年槍傷兩名調查員而入獄。

## 逝世
陳振輝因肝癌聲請保外就醫，治療無效，卒於2012年1月29日。